# U-2506
U-2506 – niemiecki okręt podwodny (U-Boot) typu XXI z okresu II wojny światowej. Okręt wszedł do służby w 1944 roku. Jedynym dowódcą był Kptlt. Horst von Schroeter.
Dzięki bardzo dużej pojemności akumulatorów, nowej opływowej linii kadłuba - pozbawionego występów oraz działa, jednostka była jednym z pierwszych okrętów podwodnych w historii zdolnych do rozwijania pod wodą prędkości większej niż na powierzchni. Te same cechy umożliwiały jej znacznie dłuższe niż dotąd pływanie podwodne.

## Historia
Wcielony do 31. Flotylli U-Bootów w Hamburgu celem szkolenia i zgrania załogi, od kwietnia 1945 roku w 11. Flotylli (Bergen – Norwegia) jako jednostka bojowa.
Okręt nie wziął udziału w działaniach wojennych. Skapitulował 8 maja 1945 roku w Bergen, przebazowany pod koniec czerwca do Lisahally (Irlandia Północna). Zatopiony 5 stycznia 1946 roku w ramach operacji Deadlight ogniem artyleryjskim po zerwaniu się z holu.